# Áustria nos Jogos Olímpicos de Verão de 2008
A Áustria participou dos Jogos Olímpicos de Verão de 2008, em Pequim, na China. O país estreou nos Jogos em 1896 e esta foi sua 25ª participação.

## Medalhas
| Atleta                   | Esporte  | Evento               | Medalha |
| ------------------------ | -------- | -------------------- | ------- |
| Ludwig Paischer          | Judô     | Até 60 kg masculino  | Prata   |
| Mirna Jukić              | Natação  | 100 m peito feminino | Bronze  |
| Violetta Oblinger-Peters | Canoagem | Slalom K-1 feminino  | Bronze  |

## Desempenho

### Atletismo
Masculino
| Atletas            | Evento             | Preliminares | Preliminares | Final       | Final       |
| Atletas            | Evento             | Marca        | Posição      | Marca       | Posição     |
| ------------------ | ------------------ | ------------ | ------------ | ----------- | ----------- |
| Günther Weidlinger | 10000 metros       |              |              | 28m14s38    | 27º         |
| Gerhard Mayer      | Arremesso de disco | 61,32 m      | 18º          | Não avançou | Não avançou |

Feminino
| Atletas            | Evento   | Final    | Final   |
| Atletas            | Evento   | Marca    | Posição |
| ------------------ | -------- | -------- | ------- |
| Eva-Maria Gradwohl | Maratona | 2h44m24s | 57º     |

### Canoagem de velocidade
Feminino
| Atleta                           | Evento    | Preliminar | Preliminar | Semifinais | Semifinais | Final    | Final   |
| Atleta                           | Evento    | Tempo      | Posição    | Tempo      | Posição    | Tempo    | Posição |
| -------------------------------- | --------- | ---------- | ---------- | ---------- | ---------- | -------- | ------- |
| Yvonne Schuring Viktoria Schwarz | K-2 500 m | 1m46s980   | 5º QS      | 1m44s834   | 3º QF      | 1m44s965 | 9º      |

### Canoagem slalom
Masculino
| Atleta          | Evento | Preliminar | Preliminar | Preliminar | Preliminar | Preliminar | Preliminar | Semifinais | Semifinais | Final | Final   | Total  | Posição |
| Atleta          | Evento | Descida 1  | Posição    | Descida 2  | Posição    | Total      | Posição    | Tempo      | Posição    | Tempo | Posição | Total  | Posição |
| --------------- | ------ | ---------- | ---------- | ---------- | ---------- | ---------- | ---------- | ---------- | ---------- | ----- | ------- | ------ | ------- |
| Helmut Oblinger | K-1    | 86s21      | 10º        | 85s54      | 7º         | 171s75     | 6º         | 88s69      | 9º         | 90s14 | 6º      | 178s83 | 7º      |

Feminino
| Atleta                   | Evento | Preliminar | Preliminar | Preliminar | Preliminar | Preliminar | Preliminar | Semifinais | Semifinais | Final  | Final   | Total  | Posição           |
| Atleta                   | Evento | Descida 1  | Posição    | Descida 2  | Posição    | Total      | Posição    | Tempo      | Posição    | Tempo  | Posição | Total  | Posição           |
| ------------------------ | ------ | ---------- | ---------- | ---------- | ---------- | ---------- | ---------- | ---------- | ---------- | ------ | ------- | ------ | ----------------- |
| Violetta Oblinger-Peters | K-1    | 97s27      | 6º         | 99s44      | 7º         | 196s71     | 6º         | 110s65     | 5º         | 104s12 | 3º      | 214s77 | Medalha de bronze |

### Ciclismo de estrada
Masculino
| Atleta                | Evento             | Final             | Final   |
| Atleta                | Evento             | Tempo             | Posição |
| --------------------- | ------------------ | ----------------- | ------- |
| Christian Pfannberger | Corrida em estrada | 6h26m17s (+2m28s) | 22º     |
| Thomas Rohregger      | Corrida em estrada | 6h26m25s (+2m36s) | 38º     |

Feminino
| Atleta            | Evento             | Final              | Final   |
| Atleta            | Evento             | Tempo              | Posição |
| ----------------- | ------------------ | ------------------ | ------- |
| Monika Schachl    | Corrida em estrada | 3h36m37s (+4m13s)  | 46º     |
| Christiane Soeder | Corrida em estrada | 3h32m28s (+0 m04s) | 4º      |
| Christiane Soeder | Contra o relógio   | 36m20s (+1m29s)    | 7º      |

### Ciclismo Mountain Bike
Masculino
| Atleta           | Evento        | Final     | Final   |
| Atleta           | Evento        | Tempo     | Posição |
| ---------------- | ------------- | --------- | ------- |
| Christoph Soukup | Cross-country | 2h00 m11s | 6º      |

Feminino
| Atleta        | Evento        | Final    | Final   |
| Atleta        | Evento        | Tempo    | Posição |
| ------------- | ------------- | -------- | ------- |
| Elisabeth Osl | Cross-country | 1h51m39s | 11º     |

### Esgrima
Masculino
| Atleta           | Evento             | Fase de 64             | Fase de 32             | Fase de 16             | Quartas de final       | Semifinais             | Final                  | Posição     |
| Atleta           | Evento             | Adversário e resultado | Adversário e resultado | Adversário e resultado | Adversário e resultado | Adversário e resultado | Adversário e resultado | Posição     |
| ---------------- | ------------------ | ---------------------- | ---------------------- | ---------------------- | ---------------------- | ---------------------- | ---------------------- | ----------- |
| Roland Schlosser | Florete individual |                        | ESP J. Menéndez V 15-9 | ITA A. Cassarà D 8-15  | Não avançou            | Não avançou            | Não avançou            | Não avançou |

### Ginástica rítmica
| Atleta         | Evento     | Qualificatória | Qualificatória | Qualificatória | Qualificatória | Qualificatória | Qualificatória | Final       | Final       | Final       | Final       | Final       | Final       |
| Atleta         | Evento     | Arco           | Corda          | Maças          | Fita           | Total          | Posição        | Arco        | Corda       | Maças       | Fita        | Total       | Posição     |
| -------------- | ---------- | -------------- | -------------- | -------------- | -------------- | -------------- | -------------- | ----------- | ----------- | ----------- | ----------- | ----------- | ----------- |
| Caroline Weber | Individual | 16,125         | 15,875         | 16,250         | 15,925         | 64,175         | 17º            | Não avançou | Não avançou | Não avançou | Não avançou | Não avançou | Não avançou |

### Hipismo
Adestramento
| Atleta               | Cavalo     | Evento     | Grand Prix | Grand Prix | Grand Prix Special | Grand Prix Special | Grand Prix Freestyle | Grand Prix Freestyle | Resultado final | Resultado final |
| Atleta               | Cavalo     | Evento     | Pontos     | Posição    | Pontos             | Posição            | Pontos               | Posição              | Total Pontos    | Posição         |
| -------------------- | ---------- | ---------- | ---------- | ---------- | ------------------ | ------------------ | -------------------- | -------------------- | --------------- | --------------- |
| Victoria Max-Theurer | Falcao Old | Individual | 65,333     | 27º        | Não avançou        | Não avançou        | Não avançou          | Não avançou          | Não avançou     | 27º             |

CCE
| Atleta        | Cavalo  | Evento     | Adestramento | Adestramento | Cross-country | Cross-country | Saltos         | Saltos         | Saltos   | Saltos   | Total    | Total    |
| Atleta        | Cavalo  | Evento     | Adestramento | Adestramento | Cross-country | Cross-country | Qualificatória | Qualificatória | Final    | Final    | Total    | Total    |
| Atleta        | Cavalo  | Evento     | Pen.         | Posição      | Pen.          | Posição       | Pen.           | Posição        | Pen.     | Posição  | Pen.     | Posição  |
| ------------- | ------- | ---------- | ------------ | ------------ | ------------- | ------------- | -------------- | -------------- | -------- | -------- | -------- | -------- |
| Harald Ambros | Quick 2 | Individual | 55,70        | 51º          | Desistiu      | Desistiu      | Desistiu       | Desistiu       | Desistiu | Desistiu | Desistiu | Desistiu |

Harald Ambros desistiu após a fase do adestramento por causa de uma lesão sofrida por seu cavalo.

### Judô
Masculino
| Atleta          | Evento | Preliminares           | Fase de 32                | Fase de 16                | Quartas                  | Semifinais                | Repescagem             | Repescagem             | Repescagem             | Final                    | Final            |
| Atleta          | Evento | Preliminares           | Fase de 32                | Fase de 16                | Quartas                  | Semifinais                | 1ª fase                | Quartas                | Semifinais             | Final                    | Final            |
| Atleta          | Evento | Adversário e resultado | Adversário e resultado    | Adversário e resultado    | Adversário e resultado   | Adversário e resultado    | Adversário e resultado | Adversário e resultado | Adversário e resultado | Adversário e resultado   | Pos.             |
| --------------- | ------ | ---------------------- | ------------------------- | ------------------------- | ------------------------ | ------------------------- | ---------------------- | ---------------------- | ---------------------- | ------------------------ | ---------------- |
| Ludwig Paischer | -60 kg |                        | MAR Y. Ahamdi V 1010-0000 | GBR C. Fallon V 0002-0001 | PRK Kim K-J. V 0020-0000 | FRA D. Dragin V 1001-0000 |                        |                        |                        | KOR Choi M-H. D 000-1000 | Medalha de prata |

Feminino
| Atleta            | Evento | Preliminares           | Fase de 32               | Fase de 16                  | Quartas                | Semifinais             | Repescagem             | Repescagem                | Repescagem                 | Final                                         | Final       |
| Atleta            | Evento | Preliminares           | Fase de 32               | Fase de 16                  | Quartas                | Semifinais             | 1ª fase                | Quartas                   | Semifinais                 | Final                                         | Final       |
| Atleta            | Evento | Adversário e resultado | Adversário e resultado   | Adversário e resultado      | Adversário e resultado | Adversário e resultado | Adversário e resultado | Adversário e resultado    | Adversário e resultado     | Adversário e resultado                        | Pos.        |
| ----------------- | ------ | ---------------------- | ------------------------ | --------------------------- | ---------------------- | ---------------------- | ---------------------- | ------------------------- | -------------------------- | --------------------------------------------- | ----------- |
| Sabrine Filzmoser | -57 kg |                        | PRK Kye S-H. D 0001-1001 | Não avançou                 | Não avançou            | Não avançou            | Não avançou            | Não avançou               | Não avançou                | Não avançou                                   | Não avançou |
| Claudia Heill     | -63 kg |                        | GBR S. Clark V 1011-0100 | CUB D. González D 0001-0010 |                        |                        |                        | TPE Wang C-F. V 1010-0010 | VEN Y. Barreto V 0030-0001 | Disputa pelo bronze: PRK Won O-I. D 0001-0110 | 5º          |

### Nado sincronizado
| Atletas                      | Evento | Rotina técnica | Rotina técnica | Rotina livre | Rotina livre | Rotina livre | Rotina livre | Rotina livre - Final | Rotina livre - Final | Rotina livre - Final | Rotina livre - Final |
| Atletas                      | Evento | Pontos         | Posição        | Pontos       | Posição      | Total        | Posição      | Pontos               | Posição              | Total                | Posição              |
| ---------------------------- | ------ | -------------- | -------------- | ------------ | ------------ | ------------ | ------------ | -------------------- | -------------------- | -------------------- | -------------------- |
| Nadine Brandl Elisabeth Mahn | Dueto  | 41,250         | 21º            | 41,167       | 22º          | 82,417       | 22º          | Não avançou          | Não avançou          | Não avançou          | Não avançou          |

### Natação
Masculino
| Atleta(s)                                               | Evento          | Eliminatórias | Eliminatórias | Semifinal    | Semifinal   | Final        | Final       |
| Atleta(s)                                               | Evento          | Tempo         | Posição       | Tempo        | Posição     | Tempo        | Posição     |
| ------------------------------------------------------- | --------------- | ------------- | ------------- | ------------ | ----------- | ------------ | ----------- |
| Dominik Koll                                            | 200 m livre     | 1m47s81 (NR)  | 16º           | 1m47s87      | 13º         | Não avançou  | Não avançou |
| David Brandl                                            | 400 m livre     | 3m48s63 (NR)  | 20º           |              |             | Não avançou  | Não avançou |
| Florian Janistyn                                        | 1500 m livre    | 15m12s46 (NR) | 21º           |              |             | Não avançou  | Não avançou |
| Markus Rogan                                            | 100 m costas    | 54s22         | 13º           | 53s80        | 9º          | Não avançou  | Não avançou |
| Markus Rogan                                            | 200 m costas    | 1m56s64       | 3º            | 1m56s34      | 3º          | 1m55s49 (NR) | 4º          |
| Sebastian Stoss                                         | 200 m costas    | 1m59s44       | 19º           | Não avançou  | Não avançou | Não avançou  | Não avançou |
| Istvan Hunor Mate                                       | 100 m peito     | 1m00s93 (NR)  | 18º           | Não avançou  | Não avançou | Não avançou  | Não avançou |
| Istvan Hunor Mate                                       | 200 m peito     | 2m11s56       | 21º           | Não avançou  | Não avançou | Não avançou  | Não avançou |
| Maxim Podoprigora                                       | 200 m peito     | 2m14s43       | 35º           | Não avançou  | Não avançou | Não avançou  | Não avançou |
| Dinko Jukić                                             | 200 m borboleta | 1m55s96       | 12º           | 1m55s65 (NR) | 10º         | Não avançou  | Não avançou |
| Dinko Jukić                                             | 200 m medley    | 2m00s57       | 16º           | 2m00s98      | 16º         | Não avançou  | Não avançou |
| Dinko Jukić                                             | 400 m medley    | 4m15s48 (NR)  | 15º           |              |             | Não avançou  | Não avançou |
| Dominik Koll David Brandl Florian Janistyn Markus Rogan | 4x200 m livre   | 7m11s45       | 9º            |              |             | Não avançou  | Não avançou |

Feminino
| Atleta(s)          | Evento          | Eliminatórias | Eliminatórias | Semifinal    | Semifinal   | Final        | Final             |
| Atleta(s)          | Evento          | Tempo         | Posição       | Tempo        | Posição     | Tempo        | Posição           |
| ------------------ | --------------- | ------------- | ------------- | ------------ | ----------- | ------------ | ----------------- |
| Birgit Koschischek | 100 m livre     | 55s62 (NR)    | 29º           | Não avançou  | Não avançou | Não avançou  | Não avançou       |
| Birgit Koschischek | 100 m borboleta | 59s07 (NR)    | 26º           | Não avançou  | Não avançou | Não avançou  | Não avançou       |
| Jördis Steinegger  | 200 m livre     | 2m00s52 (NR)  | 26º           | Não avançou  | Não avançou | Não avançou  | Não avançou       |
| Jördis Steinegger  | 400 m livre     | 4m09s72 (NR)  | 16º           |              |             | Não avançou  | Não avançou       |
| Jördis Steinegger  | 800 m livre     | 8m36s40 (NR)  | 22º           |              |             | Não avançou  | Não avançou       |
| Jördis Steinegger  | 400 m medley    | 4m45s15 (NR)  | 26º           |              |             | Não avançou  | Não avançou       |
| Mirna Jukić        | 100 m peito     | 1m07s06 (ER)  | 3º            | 1m07s27      | 3º          | 1m07s34      | Medalha de bronze |
| Mirna Jukić        | 200 m peito     | 2m24s39       | 3º            | 2m23s76 (ER) | 3º          | 2m23s24 (NR) | 4º                |
| Nina Dittrich      | 200 m borboleta | 2m09s85 (NR)  | 17º           | Não avançou  | Não avançou | Não avançou  | Não avançou       |

### Saltos ornamentais
Masculino
| Atletas          | Evento                   | Preliminares | Preliminares | Semifinal   | Semifinal   | Final       | Final       |
| Atletas          | Evento                   | Pontos       | Posição      | Pontos      | Posição     | Pontos      | Posição     |
| ---------------- | ------------------------ | ------------ | ------------ | ----------- | ----------- | ----------- | ----------- |
| Constantin Blaha | Trampolim 3 m individual | 407,55       | 22º          | Não avançou | Não avançou | Não avançou | Não avançou |

Feminino
| Atletas             | Evento                     | Preliminares | Preliminares | Semifinal   | Semifinal   | Final       | Final       |
| Atletas             | Evento                     | Pontos       | Posição      | Pontos      | Posição     | Pontos      | Posição     |
| ------------------- | -------------------------- | ------------ | ------------ | ----------- | ----------- | ----------- | ----------- |
| Veronika Kratochwil | Trampolim 3 m individual   | 218,75       | 27º          | Não avançou | Não avançou | Não avançou | Não avançou |
| Anja Richter        | Plataforma 10 m individual | 287,70       | 22º          | Não avançou | Não avançou | Não avançou | Não avançou |

### Tênis
Masculino
| Atleta                      | Evento  | Fase de 64                    | Fase de 32                                    | Fase de 16                         | Quartas                 | Semifinais             | Final                  | Final       |
| Atleta                      | Evento  | Adversário e resultado        | Adversário e resultado                        | Adversário e resultado             | Adversário e resultado  | Adversário e resultado | Adversário e resultado | Posição     |
| --------------------------- | ------- | ----------------------------- | --------------------------------------------- | ---------------------------------- | ----------------------- | ---------------------- | ---------------------- | ----------- |
| Jürgen Melzer               | Simples | BRA M. Daniel V 6-7, 6-1, 8-6 | SUI S. Wawrinka V 6-4, 6-0                    | TPE Lu Y-H. V 6-2, 6-4             | ESP R. Nadal D 0-6, 4-6 | Não avançou            | Não avançou            | Não avançou |
| Jürgen Melzer Julian Knowle | Duplas  |                               | GER N. Kiefer - R. Schuettler V 6-7, 6-3, 6-1 | USA B. Bryan - M. Bryan D 6-7, 4-6 | Não avançou             | Não avançou            | Não avançou            | Não avançou |

Feminino
| Atleta         | Evento  | Fase de 64                              | Fase de 32                 | Fase de 16                 | Quartas                          | Semifinais             | Final                  | Final       |
| Atleta         | Evento  | Adversário e resultado                  | Adversário e resultado     | Adversário e resultado     | Adversário e resultado           | Adversário e resultado | Adversário e resultado | Posição     |
| -------------- | ------- | --------------------------------------- | -------------------------- | -------------------------- | -------------------------------- | ---------------------- | ---------------------- | ----------- |
| Sybille Bammer | Simples | ESP A. Medina Garrigues V 6-2, 4-6, 6-4 | SUI P. Schnyder V 6-4, 6-4 | CZE L. Safarova V 7-5, 6-4 | RUS V. Zvonareva D 3-6, 6-3, 3-6 | Não avançou            | Não avançou            | Não avançou |

### Tênis de mesa
Masculino
| Atleta(s)       | Evento     | Preliminar             | 1ª etapa                                                     | 2ª etapa                                                    | 3ª etapa                                                        | 4ª etapa                                   | Quartas                | Semifinais             | Final                  |
| Atleta(s)       | Evento     | Adversário e resultado | Adversário e resultado                                       | Adversário e resultado                                      | Adversário e resultado                                          | Adversário e resultado                     | Adversário e resultado | Adversário e resultado | Adversário e resultado |
| --------------- | ---------- | ---------------------- | ------------------------------------------------------------ | ----------------------------------------------------------- | --------------------------------------------------------------- | ------------------------------------------ | ---------------------- | ---------------------- | ---------------------- |
| Chen Weixing    | Individual |                        |                                                              | IND A. Kamal V 4-1 (11-5, 14-12, 11-2, 8-11, 12-10)         | CHN Wang H. D 0-4 (7-11, 7-11, 5-11, 5-11)                      | Não avançou                                | Não avançou            | Não avançou            | Não avançou            |
| Robert Gardos   | Individual |                        | PRK Ri C-G. V 4-3 (6-11, 8-11, 9-11, 11-9, 11-1, 11-5, 11-9) | CRO Z. Primorac D 2-4 (10-12, 8-11, 11-6, 5-11, 11-5, 9-11) | Não avançou                                                     | Não avançou                                | Não avançou            | Não avançou            | Não avançou            |
| Werner Schlager | Individual |                        |                                                              |                                                             | KOR Yoon J-Y. V 4-3 (10-12, 11-8, 6-11, 11-4, 9-11, 11-6, 11-8) | CHN Wang L. D 0-4 (6-11, 4-11, 8-11, 2-11) | Não avançou            | Não avançou            | Não avançou            |

| Atletas                                                    | Evento  | Fase de grupos         | Fase de grupos | Semifinal              | Repescagem 1ª rodada   | Repescagem 2ª rodada   | Final                                        | Pos. |
| Atletas                                                    | Evento  | Adversário e resultado | Pos.           | Adversário e resultado | Adversário e resultado | Adversário e resultado | Adversário e resultado                       | Pos. |
| ---------------------------------------------------------- | ------- | ---------------------- | -------------- | ---------------------- | ---------------------- | ---------------------- | -------------------------------------------- | ---- |
| Werner Schlager Daniel Habesohn Chen Weixing Robert Gardos | Equipes | AUS Austrália V 3-0    | 2º (Grupo A)   |                        | CRO Croácia V 3-1      | JPN Japão V 3-1        | Disputa pelo bronze: KOR Coreia do Sul D 1-3 | 4º   |
| Werner Schlager Daniel Habesohn Chen Weixing Robert Gardos | Equipes | GRE Grécia V 3-0       | 2º (Grupo A)   |                        | CRO Croácia V 3-1      | JPN Japão V 3-1        | Disputa pelo bronze: KOR Coreia do Sul D 1-3 | 4º   |
| Werner Schlager Daniel Habesohn Chen Weixing Robert Gardos | Equipes | CHN China D 0-3        | 2º (Grupo A)   |                        | CRO Croácia V 3-1      | JPN Japão V 3-1        | Disputa pelo bronze: KOR Coreia do Sul D 1-3 | 4º   |

Feminino
| Atleta(s)    | Evento     | Preliminar             | 1ª etapa               | 2ª etapa                                                     | 3ª etapa                                                    | 4ª etapa                                                    | Quartas                | Semifinais             | Final                  |
| Atleta(s)    | Evento     | Adversário e resultado | Adversário e resultado | Adversário e resultado                                       | Adversário e resultado                                      | Adversário e resultado                                      | Adversário e resultado | Adversário e resultado | Adversário e resultado |
| ------------ | ---------- | ---------------------- | ---------------------- | ------------------------------------------------------------ | ----------------------------------------------------------- | ----------------------------------------------------------- | ---------------------- | ---------------------- | ---------------------- |
| Li Qiangbing | Individual |                        |                        | ITA T. Monfardini V 4-2 (8-11, 11-7, 11-8, 8-11, 11-5, 11-4) | GER Wu J. V 4-3 (11-9, 10-12, 6-11, 11-8, 3-11, 11-9, 11-9) | HKG Tie Y. D 3-4 (9-11, 11-9, 11-2, 2-11, 9-11, 11-8, 3-11) | Não avançou            | Não avançou            | Não avançou            |
| Liu Jia      | Individual |                        |                        |                                                              | NED Li J. D 1-4 (5-11, 8-11, 11-9, 10-12, 3-11)             | Não avançou                                                 | Não avançou            | Não avançou            | Não avançou            |

| Atletas                             | Evento  | Fase de grupos                 | Fase de grupos | Semifinal              | Repescagem 1ª rodada   | Repescagem 2ª rodada   | Final                  | Pos.        |
| Atletas                             | Evento  | Adversário e resultado         | Pos.           | Adversário e resultado | Adversário e resultado | Adversário e resultado | Adversário e resultado | Pos.        |
| ----------------------------------- | ------- | ------------------------------ | -------------- | ---------------------- | ---------------------- | ---------------------- | ---------------------- | ----------- |
| Liu Jia Veronika Heine Li Qiangbing | Equipes | DOM República Dominicana V 3-0 | 2º (Grupo A)   |                        | JPN Japão D 0-3        | Não avançou            | Não avançou            | Não avançou |
| Liu Jia Veronika Heine Li Qiangbing | Equipes | CRO Croácia V 3-0              | 2º (Grupo A)   |                        | JPN Japão D 0-3        | Não avançou            | Não avançou            | Não avançou |
| Liu Jia Veronika Heine Li Qiangbing | Equipes | CHN China D 0-3                | 2º (Grupo A)   |                        | JPN Japão D 0-3        | Não avançou            | Não avançou            | Não avançou |

### Tiro
Masculino
| Atleta           | Evento                 | Qualificação | Qualificação | Final       | Final       | Posição |
| Atleta           | Evento                 | Placar       | Posição      | Placar      | Total       | Posição |
| ---------------- | ---------------------- | ------------ | ------------ | ----------- | ----------- | ------- |
| Thomas Farnik    | Carabina de ar 10 m    | 594          | 10º          | Não avançou | Não avançou | 10º     |
| Thomas Farnik    | Carabina três posições | 1171         | 7º           | 97,9        | 1268,9      | 5º      |
| Christian Planer | Carabina de ar 10 m    | 589          | 30º          | Não avançou | Não avançou | 30º     |
| Christian Planer | Carabina deitado 50 m  | 588          | 41º          | Não avançou | Não avançou | 41º     |
| Mario Knögler    | Carabina deitado 50 m  | 590          | 30º          | Não avançou | Não avançou | 30º     |
| Mario Knögler    | Carabina três posições | 1170         | 8º           | 98,4        | 1268,4      | 6º      |

### Triatlo
Masculino
| Atleta        | Evento    | Natação | Natação | Ciclismo | Ciclismo | Corrida | Corrida | Total      | Posição final |
| Atleta        | Evento    | Tempo   | Posição | Tempo    | Posição  | Tempo   | Posição | Total      | Posição final |
| ------------- | --------- | ------- | ------- | -------- | -------- | ------- | ------- | ---------- | ------------- |
| Simon Agoston | Masculino | 18m20s  | 24º     | 59m00s   | 32º      | 35m02s  | 38º     | 1h53m23s98 | 38º           |

Feminino
| Atleta        | Evento   | Natação | Natação | Ciclismo      | Ciclismo      | Corrida       | Corrida       | Total         | Posição final |
| Atleta        | Evento   | Tempo   | Posição | Tempo         | Posição       | Tempo         | Posição       | Total         | Posição final |
| ------------- | -------- | ------- | ------- | ------------- | ------------- | ------------- | ------------- | ------------- | ------------- |
| Kate Allen    | Feminino | 20 m57s | 48º     | 1h05m24s      | 23º           | 34m32s        | 3º            | 2h02m09s69    | 14º           |
| Tania Haiböck | Feminino | 21m03s  | 52º     | 1m05m22s      | 22º           | 36m37s        | 20º           | 2h04m03s16    | 27º           |
| Eva Dollinger | Feminino | 20 m04s | 30º     | Não completou | Não completou | Não completou | Não completou | Não completou | Não completou |

### Vela
Masculino
| Atleta                               | Evento | Regata | Regata | Regata | Regata | Regata | Regata | Regata | Regata | Regata | Regata | Regata  | Pontos | Posição |
| Atleta                               | Evento | 1      | 2      | 3      | 4      | 5      | 6      | 7      | 8      | 9      | 10     | M       | Pontos | Posição |
| ------------------------------------ | ------ | ------ | ------ | ------ | ------ | ------ | ------ | ------ | ------ | ------ | ------ | ------- | ------ | ------- |
| Andreas Geritzer                     | Laser  | 28     | 6      | 2      | 30     | 20     | BFD    | DNS    | 18     | 9      |        | Não av. | 157    | 19º     |
| Florian Reichstädter Matthias Schmid | 470    | 24     | 19     | 25     | 24     | 14     | 24     | 24     | 5      | 19     | 11     | Não av. | 164    | 24º     |
| Christian Nehammer Hans Spitzauer    | Star   | 14     | 10     | 11     | 6      | 14     | 4      | 12     | 4      | 12     | 14     | Não av. | 87     | 12º     |

Feminino
| Atleta                         | Evento | Regata | Regata | Regata | Regata | Regata | Regata | Regata | Regata | Regata | Regata | Regata | Pontos | Posição |
| Atleta                         | Evento | 1      | 2      | 3      | 4      | 5      | 6      | 7      | 8      | 9      | 10     | M      | Pontos | Posição |
| ------------------------------ | ------ | ------ | ------ | ------ | ------ | ------ | ------ | ------ | ------ | ------ | ------ | ------ | ------ | ------- |
| Carolina Flatscher Sylvia Vogl | 470    | 9      | DSQ    | 13     | 7      | 1      | 7      | 1      | 13     | 6      | 11     | 16     | 84     | 8º      |

Aberto
| Atleta                             | Evento  | Regata | Regata | Regata | Regata | Regata | Regata | Regata | Regata | Regata | Regata | Regata | Regata | Regata | Pontos | Posição |
| Atleta                             | Evento  | 1      | 2      | 3      | 4      | 5      | 6      | 7      | 8      | 9      | 10     | 11     | 12     | M      | Pontos | Posição |
| ---------------------------------- | ------- | ------ | ------ | ------ | ------ | ------ | ------ | ------ | ------ | ------ | ------ | ------ | ------ | ------ | ------ | ------- |
| Nico Delle Karth Nikolaus Resch    | 49er    | 9      | 2      | 14     | 8      | 13     | 7      | 5      | 7      | 7      | 13     | 5      | 1      | 22     | 99     | 8º      |
| Roman Hagara Hans-Peter Steinacher | Tornado | 12     | 10     | 14     | 10     | 11     | 3      | 3      | 9      | 5      | 5      |        |        | 14     | 82     | 9º      |

### Voleibol de praia
Masculino
| Atleta                          | Fase de grupos | Fase de grupos | Oitavas de final                                   | Quartas de final                                  | Semifinais             | Final                  |             |
| Atleta                          | Adversário e resultado | Pos.           | Adversário e resultado                             | Adversário e resultado                            | Adversário e resultado | Adversário e resultado |             |
| ------------------------------- | --- | -------------- | -------------------------------------------------- | ------------------------------------------------- | ---------------------- | ---------------------- | ----------- |
| Clemens Doppler Peter Gartmayer | RUS D. Barsouk/I. Kolodinsky V 2-1 (21-16; 18-21; 16-14) BRA M. Araújo/F. Magalhães V 2 - 1 (20-22; 21-19; 15-11) ITA R. Lione/E. Amore V 2 - 0 (21-19; 24-22)                                     | 1º (gr. D)     | GEO Geor/Gia D 1 - 2 (21-19; 16-21; 13-15)         | Não avançou                                       | Não avançou            | Não avançou            |             |
| Florian Gosch Alexander Horst   | CHN Xu L./Wu P. D 0 - 2 (16-21; 15-21) ESP P. Herrera/R. Mesa D 0 - 2 (14-21; 12-21) EST K. Kais/R. Vesik V 2 - 1 (21-16; 18-21; 15-12) Repescagem SUI S. Heyer/P. Heuscher V 2 - 0 (21-11; 21-19) | 3º (gr. A)     | LAT A. Samoilovs/M. Pļaviņš V 2 - 0 (21-17; 21-18) | BRA M. Araújo/F. Magalhães D 0 - 2 (20-22; 17-21) | Não avançou            | Não avançou            | Não avançou |

Feminino
| Atleta                             | Fase de grupos | Fase de grupos | Oitavas de final                                      | Quartas de final                           | Semifinais             | Final                  |             |
| Atleta                             | Adversário e resultado | Pos.           | Adversário e resultado                                | Adversário e resultado                     | Adversário e resultado | Adversário e resultado |             |
| ---------------------------------- | --- | -------------- | ----------------------------------------------------- | ------------------------------------------ | ---------------------- | ---------------------- | ----------- |
| Doris Schwaiger Stefanie Schwaiger | GRE V. Karantasiou/V. Arvaniti V 2 - 0 (21-18; 21-18) BRA Talita/Renata D 0 - 2 (18-21; 19-21) MEX B. Candelas/M. García V 2 - 0 (21-17; 21-10) | 2º (gr. F)     | GER S. Goller/L. Ludwig V 2 - 1 (23-21; 11-21; 18-16) | CHN Tian J./Wang J. D 0 - 2 (12-21; 12-21) | Não avançou            | Não avançou            | Não avançou |

### Vela
| M   | Regata da Medalha da qual só participam os dez primeiros colocados das regatas anteriores  |  |  | CAN | Regata cancelada |
| BFD | Desclassificado por bandeira preta (Black Flag Disqualified)                               |  |  |     |                  |
| UFD | Desclassificado por bandeira "U" (U Flag Disqualified)                                     |  |  |     |                  |
| OCS | Largada queimada (On the Course Side of the starting line)                                 |  |  |     |                  |
| DNE | Desclassificação sem eliminação (infração a um item do regulamento da prova – Did Not End) |  |  |     |                  |